# يسلانيجرا الجزيرة السوداء
إيسلا نيغرا هي مجموعة شعرية من تأليف الشاعر التشيلي بابلو نيرودا، الحائز على جائزة نوبل في الأدب، نُشر سنة 1964، ويُعدّ من أبرز أعماله الشعرية المتأخرة. يجمع الكتاب خمس دواوين وأكثر من مئة قصيدة ذات طابع تأملي، كُتبت بمناسبة بلوغ نيرودا سن الستين، وقد نُظر إليه كنوع من السيرة الذاتية الشعرية التي يستعرض فيها الشاعر محطات حياته، وتأملاته، وعلاقته بالمكان والذاكرة والبحر.

## التسمية
سُمّيت المجموعة باسم إيسلا نيغرا نسبةً إلى منزل نيرودا الواقع على الساحل التشيلي، وهو منزل يقع في بلدة بنفس الاسم، كانت مصدر إلهام كبير للشاعر، وموطنًا لمجموعاته الفنية والبحرية، يتجلى في الكتاب ولع نيرودا بالبحر، والحياة، والسفر، والطفولة، والسياسة، والحب، وهو ما يجعله من أبرز نماذج الشعر التأملي في أدب أمريكا اللاتينية.

## المحتوى
يتكوّن كتاب إيسلا نيغرا: الجزيرة السوداء من خمسة دواوين شعرية تمثل مراحل مختلفة من حياة بابلو نيرودا، وتغطي تجربته الوجودية والإنسانية بأسلوب شعري تأملي وسيري. وقد صاغ نيرودا هذه القصائد بأسلوب حرّ، يعكس مزيجًا من الذكريات الحية، والمواقف الفكرية، والتجارب العاطفية والسياسية، في عمل يُعدّ سيرة ذاتية شعرية مكتملة.

### الديوان الأول: حيث يولد المطر
في هذا القسم، يستعيد نيرودا طفولته الأولى في الجنوب التشيلي، حيث يتقاطع المطر الدائم مع لحظات الميلاد والنمو. يتناول مواضيع مثل علاقته بأمه وأبيه، والمدرسة، والخجل، واكتشاف البحر، والشعر، والجنس. من أبرز قصائد هذا الديوان: "الميلاد"، "الرحلة الأولى"، "مدرسة الشتاء"، "الطفل الضال"، و"قطار الليل". يعكس هذا الجزء حساسية نيرودا المبكرة، ونظرته إلى العالم كطفل وشاعر ناشئ.

### الديوان الثاني: القمر في متاهة
ينقلنا هذا القسم إلى مرحلة الشباب، حيث يظهر الشاعر مسافرًا، باحثًا عن الحب والمعنى وسط تحولات المدن والعواصم. تُعرض قصص حب متعددة مثل "تيريزا"، و"روزورا"، و"المدينة"، وتُسترجع رحلاته إلى الشرق، وباريس، ورانغون، حيث يواجه الأسئلة الكبرى المرتبطة بالدين، والموت، والمجهول. يحمل هذا الديوان طابعًا حلميًا متداخلًا، يبرز فيه "القمر" رمزًا للتوهان والرغبة.

### الديوان الثالث: النار الضارية
يمثل هذا الجزء قلب التجربة النيرودية، حيث تتجلى التزاماته السياسية، وتجربته في المنافي، وثورات القارة، ونضاله الشعري والاجتماعي. يمتزج فيه الحنين مع الغضب، والوطنية مع الحزن. من أبرز قصائد هذا القسم: "النار الضارية"، "ثورات"، "في المناجم السامقة"، "جبال تشيلي"، و"وداعًا للثلج". كما تظهر فيه لمحات حب جديدة من خلال "جوزيا بليس"، ويتردد صدى الوطن المنشود، والمدن التي فقدها الشاعر أو ابتعد عنها.

### الديوان الرابع: صياد الجذور
يعود نيرودا في هذا الديوان إلى الطبيعة والأرض والطفولة الداخلية. يستحضر صورًا من الغابات، والجبال، والأنهار، ويندمج مع العناصر الطبيعية بحثًا عن الهدوء، والجذور، والمعنى الدفين للوجود. يظهر البحر من جديد، لا كذكريات بل ككائن حي، وتتجدد فيه صورة الحبيبة "داليا"، في قصائد رقيقة وبسيطة. من بين أبرز قصائد هذا القسم: "صياد السمك"، "موعد مع الشتاء"، "الملك الشرير"، و"آه، أيتها الأرض، انتظريني!".

### الديوان الخامس: سوناتا نقدية
يشكّل هذا الجزء خاتمة الكتاب، وفيه يتأمل نيرودا في الشعر، والفن، والزمن، والحقيقة، والعزلة. تتسم القصائد فيه بطابع فلسفي، كأنها وصايا شاعر في أواخر عمره. يتناول نيرودا علاقة الإنسان بالعالم، وبالذاكرة، وباليوميّات الصغيرة، مثل الأطباق على المائدة، والطيبة الخفية. من أبرز القصائد: "الفن الساحر"، "الليل"، "الذاكرة"، "التواصل"، و"المستقبل مدى مفتوح".